# Nagy-Budapest
Nagy-Budapestnek nevezik Budapest 1950. január 1-jén kialakult területét, bár a város hivatalos neve továbbra is Budapest maradt. Az elnevezés már a 19. század végén megszületett, és 1950 előtt is a közigazgatás némely ágában (Államrendőrség, Közmunkatanács stb.) valóságos tartalmat nyert. A környező települések Budapesthez csatolása fél évszázadon át folyamatos szakmai és politikai viták tárgya volt. Végül a második világháború utáni kommunista hatalomátvétel teremtette meg a politikai feltételeket a történelmi jelentőségű lépés megtételére. A koncepció kialakításának részleteit már Szendy Károly polgármester kidolgozta 1942-ben kiadott Tanulmány Nagy-Budapestről című munkájában.

## Nagy-Budapest gondolatának története

### Az első világháborúig

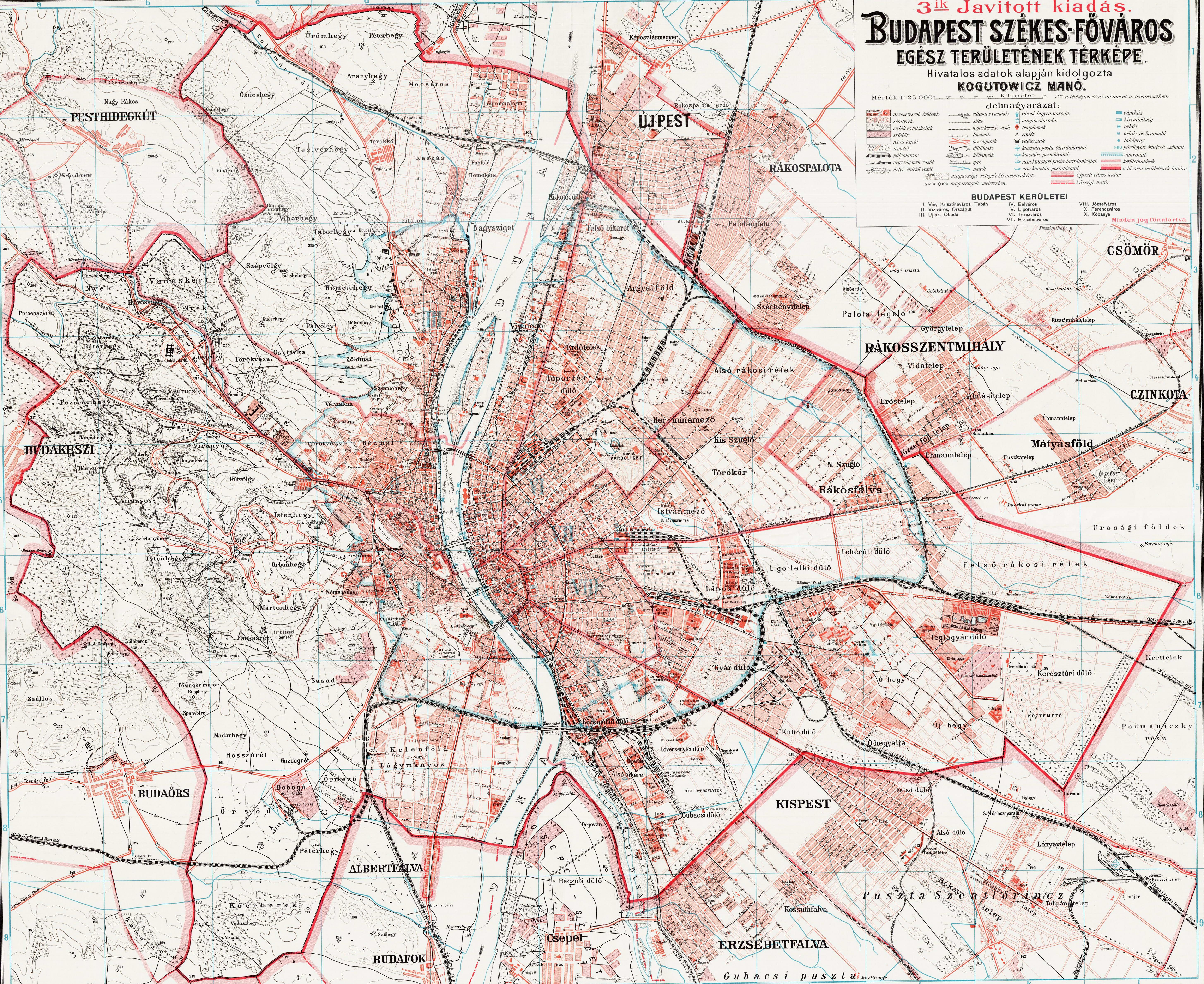
Kogutowicz Manó Budapest-térképe (1908)

Mintegy negyedszázaddal Budapest létrejötte után, a 19. és 20. század fordulója körül jelentek meg az első elképzelések, melyek a főváros és közvetlen környezetének rendkívüli fejlődését és egyre szorosabb együttélését alapul véve kezdeményezték a környék kisebb-nagyobb részének Pest-Pilis-Solt-Kiskun vármegyétől Budapesthez csatolását.
A szellemi és gyakorlati példát minden bizonnyal Nagy-Bécs 1890-es kialakítása jelentette, amely érthetően nagy hatással volt a folyton versengő társfővárosra.
Az első hivatalos dokumentum, mely konkrét kezdeményezést fogalmaz meg ebben a tárgyban, valószínűleg Pest vármegye közigazgatási bizottságának 1901. évi jelentése, melyet 1902. március 13-án terjesztettek a miniszterelnök elé. A jelentés szerint égetővé vált kérdés „a székesfővárosi környező községek és településeknek a székesfővároshoz történő becsatolása”. Indokolásul elsősorban a közbiztonsági szervezet elégtelen voltát hozták fel.
Nagy-Budapest kérdésnek első komoly felvetése Bárczy István polgármestertől származik 1906-ból, aki megválasztásakor elmondott programbeszédében tett említést róla, egy Harrer Ferenc által készített írás alapján. Két évvel később követte az első részletesen kimunkált javaslat: a Bárczy–Harrer-féle tervezet. Ez a kor színvonalán rendkívül alapos urbanisztikai, statisztikai, közigazgatás-tudományi elemzést ad, s ennek alapján tesz javaslatot az egyesítendő terület meghatározására. A tervezet tárgyalására nem került sor, azonban a következő évek vitáiban hivatkozási és igazodási ponttá vált a politikában és a sajtóban egyaránt. Ettől az időtől kezdve folyamatosan készültek különböző tervek, melyek elsősorban a városrendezés, az építés- és lakásügy területén sürgették a környéknek a fővárossal közös kezelését.
Nagyon tanulságos s a történelem által egyértelműen igazolt Harrer Ferenc megállapítása: „a városiasulás első időszakában a községek keresik a várossal a kapcsolatot, de ennek részéről a hajlandóság nincs meg, s mikor azután a városra nézve válik fontos érdekűvé a bekapcsolás, akkor már a községek idegenkednek tőle”. Külön érdekesség, hogy az 1913-as községi (önkormányzati) választási harcban Újpesten – amely akkor már város és az ország egyik legnagyobb települése volt – még párt is alakult a Budapesthez csatolás programjával.

### A két világháború között
Mint láttuk, az első kezdeményezés a megyétől származott, a későbbi évtizedek során mind Budapest, mind Pest megye álláspontja folyamatosan ingadozott az ügyben, de soha nem állt elő olyan helyzet, amikor e kettő és a kormány egyidejűleg egyetértésre jutott volna róla.

## Nagy-Budapest megvalósítása

### A Közmunkatanács hatáskörének kiterjesztése
A két világháború közötti években a korábban csak Budapest területén illetékes Székesfővárosi Közmunkák Tanácsának területi illetékességét fokozatosan kiterjesztették. Ez azt jelentette, hogy a városrendezés területén lényegében megvalósult Nagy-Budapest létrehozása.

### A Székesfővárosi Államrendőrség hatáskörének kiterjesztése
A fővárosi rendőrség államosítását követően lehetővé vált annak a régi óhajnak a megvalósítása, mely már Pest megye legelső Nagy-Budapest-kezdeményezésének indító oka volt: Budapest és a környék egységes közbiztonsági szervezetet kapott.

### Az 1950-es városegyesítés
Az 1949. évi XXVI. törvény (Budapest főváros területének új megállapításáról) alapján 1950. január 1-jével Budapesthez csatoltak Pest-Pilis-Solt-Kiskun vármegye területéből 7 megyei várost:
- Budafok
- Csepel
- Kispest
- Pestszenterzsébet
- Pestszentlőrinc
- Rákospalota
- Újpest,

és 16 nagyközséget:
- Albertfalva
- Békásmegyer
- Budatétény
- Cinkota
- Mátyásföld
- Nagytétény
- Pesthidegkút
- Pestszentimre
- Pestújhely
- Rákoscsaba
- Rákoshegy
- Rákoskeresztúr
- Rákosliget
- Rákosszentmihály
- Sashalom
- Soroksár.

Nagy-Budapest területéhez csatolták azokat a területeket is, melyek 1945 utáni községi határkiigazításokkal kerültek a városhoz csatolt településekhez:
- a Csömörtől Rákosszentmihályhoz került Szabadságtelepet
- a Nagykovácsitól Pesthidegkúthoz került Adyligetet
- a Vecséstől Pestszentlőrinchez került Ferihegyi repülőteret és környékét.

Budapest új területét 22 kerületre osztották az addigi 14 helyett. A főváros népessége pedig egymillióról másfél millió főre növekedett.